# Đảo Weh
Đào Weh hay Pulau Weh, Pulo Weh là một hòn đảo núi lửa ngoài khơi bờ biển phía tây bắc Sumatra, Indonesia. Ban đầu, đảo này nối với đất liền của Sumatra, nhưng sau vụ phun trào cuối cùng của núi lửa trong thế Canh Tân thì nó bị tách khỏi. Sabang là thành phố lớn nhất trên đảo này.
Đào này nằm trên biển Andaman, khoảng 15 km ngoài khơi mũi phía tây bắc của Sumatra.. Hòn đảo có diện tích 156,3 km2 (60,3 dặm vuông Anh), nơi cao nhất là đỉnh của miệng núi lửa cao 617 mét (2.024 ft).
Đảo được biết với hệ sinh thái đa dạng. Chính phủ Indonesia đã tuyên bố 60 kilômét vuông (23 dặm vuông Anh) đất liền và biển xung quanh đảo là để bảo vệ động vật hoang dã vì đây là nơi có nhiều loài quý hiếm trên đất hoang dã các rạn san hô đang bùng nổ với lượng lớn và đa dạng của đời sống biển Ấn Độ Dương-Thái Bình Dương.